# Temporada 2019 del Campeonato de Europa de Carreras de Camiones
La temporada 2019 del Campeonato de Europa de Carreras de Camiones fue la decimocuarta edición de dicho campeonato, regulado y aprobado por la Federación Internacional del Automóvil (FIA), como la clase más alta de competición para camiones. Comenzó en mayo en el Circuito de Misano (Italia) y finalizó en octubre en el Circuito del Jarama (España).

Jochen Hahn, quien era el defensor del título, se proclamó de nuevo campeón, consiguiendo su sexto título y ascendiendo al primer escalón de pilotos con más títulos de la historia del ETRC, superando a Steve Parrish, quien consiguió cinco cuando la denominación del campeonato era la de Copa de Europa de Carreras de Camiones. En el título de equipos se impuso Die Bullen von Iveco Magirus, una alianza entre el Team Hahn Racing y el Team Schwabentruck. Por su parte, Oly Janes ganó la Grammer Truck Cup.

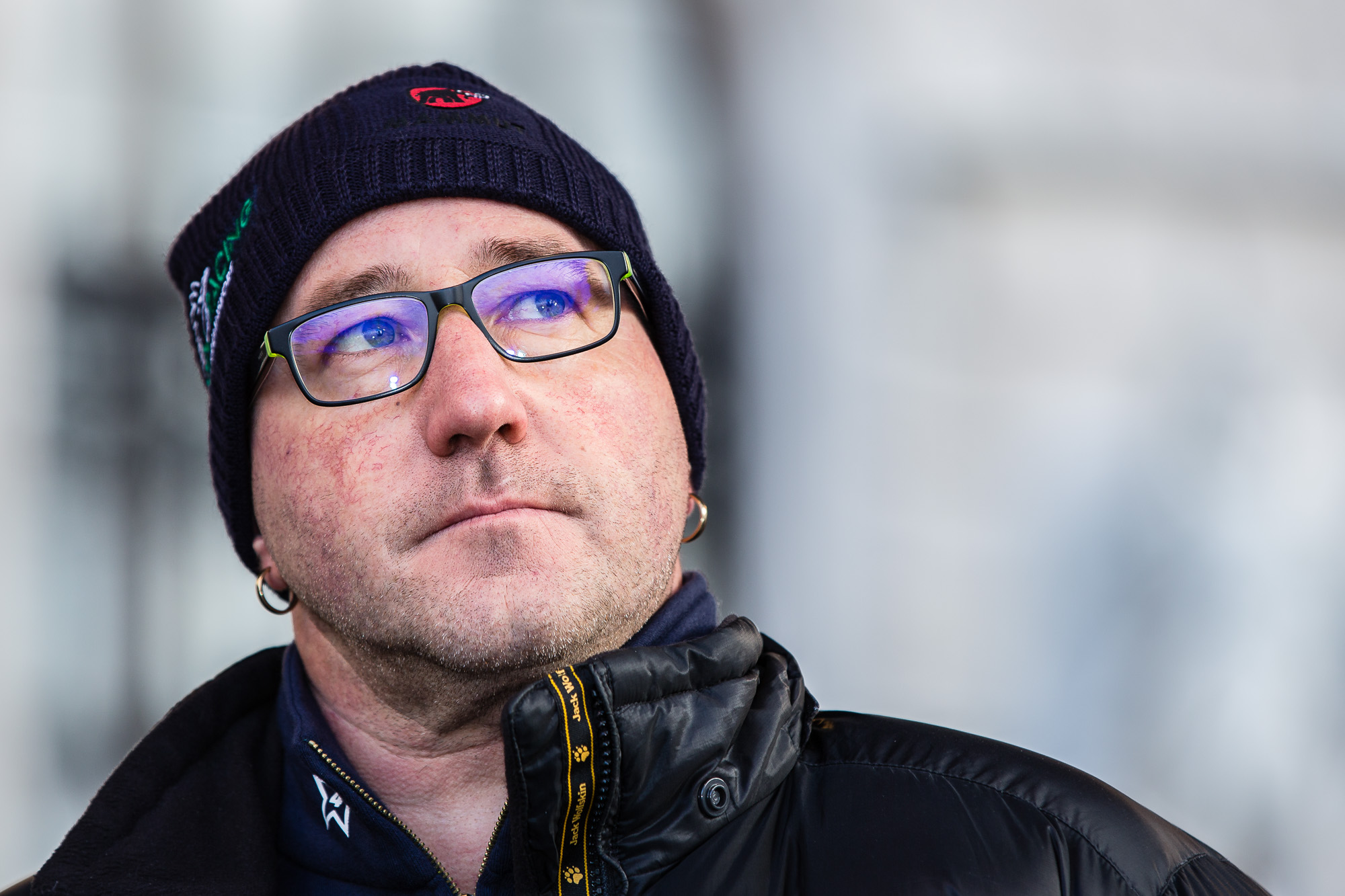
Jochen Hahn, el campeón del ETRC 2019

## Equipos y pilotos
G : piloto que compite en la Granmmer Truck Cup.
| Freightliner                       | Buggyra International Racing System    | 22 | Oliver Janes            | Todas     | G |
| Freightliner                       | Buggyra International Racing System    | 55 | Adam Lacko              | Todas     |   |
| Freightliner                       | Mad Croc Racing                        | 71 | Mika Mäkinen            | 5         |   |
| Iveco                              | Don't Touch Racing                     | 11 | André Kursim            | Todas     |   |
| Iveco                              | Reinert Racing GmbH                    | 77 | René Reinert            | Todas     |   |
| Iveco                              | Team Hahn Racing                       | 1  | Jochen Hahn             | Todas     |   |
| Iveco                              | Team Schwabentruck                     | 27 | Gerd Körber             | 4         |   |
| Iveco                              | Team Schwabentruck                     | 44 | Stephanie Halm          | Todas     |   |
| MAN                                | Anderson Racing                        | 7  | Jamie Anderson          | Todas     | G |
| MAN                                | Czech Racing Truck Team                | 9  | Frankie Vojtíšek        | 4         | G |
| MAN                                | Heinrich-Clemens Hecker                | 25 | Heinrich-Clemens Hecker | 4         | G |
| MAN                                | Janniec Racing Team                    | 75 | Jennifer Janiec         | 4         | G |
| MAN                                | Lion Truck Racing                      | 6  | Anthony Janiec          | 1, 4-5, 8 |   |
| MAN                                | Lion Truck Racing                      | 20 | Téo Calvet              | 4         | G |
| MAN                                | Reboconort Racing Truck Team           | 14 | José Rodrigues          | 1-2, 4-8  |   |
| MAN                                | Reboconort Racing Truck Team           | 38 | Eduardo Rodrigues       | 2-3, 5    | G |
| MAN                                | Reboconort Racing Truck Team           | 38 | José Eduardo Rodrigues  | 1, 4, 6-8 | G |
| MAN                                | SL Trucksport                          | 30 | Sascha Lenz             | Todas     |   |
| MAN                                | T Sport Racing                         | 37 | Terry Gibbon            | 2, 4-8    | G |
| MAN                                | Team Robinau                           | 21 | Thomas Robinau          | 4         | G |
| MAN                                | TOR Truck Racing                       | 17 | Shane Brereton          | 4, 7      |   |
| MAN                                | Truck Sport Lutz Bernau                | 23 | Antonio Albacete        | Todas     |   |
| MAN                                | Truck Sport Lutz Bernau                | 64 | Luis Recuenco           | Todas     | G |
| Mercedes-Benz                      | Tankpool24 Racing                      | 5  | Norbert Kiss            | Todas     |   |
| Mercedes-Benz                      | Tankpool24 Racing                      | 24 | Fabio Citignola         | Todas     | G |
| Mercedes-Benz                      | Team Orsini Racing                     | 19 | Dominique Orsini        | 1-3, 5-8  | G |
| Scania                             | EK Truck Race                          | 15 | Erwin Kleinnagelvoort   | 4-8       | G |
| Volvo                              | Franck Conti Racing                    | 39 | Franck Conti            | 4         | G |
| Pilotos que no pueden sumar puntos |                                        |    |                         |           |   |
| MAN                                | David Jenkins Motorsports Developments | 89 | David Jenkins           | 6         | G |

### Campeonato de equipos
| Marca         | Equipo                       | Piloto                                     |
| ------------- | ---------------------------- | ------------------------------------------ |
| Freightliner  | Buggyra Racing 1969          | Oliver Janes                               |
| Freightliner  | Buggyra Racing 1969          | Adam Lacko                                 |
| Iveco         | Die Bullen von Iveco Magirus | Jochen Hahn                                |
| Iveco         | Die Bullen von Iveco Magirus | Stephanie Halm                             |
| MAN           | Löwen Power                  | Antonio Albacete                           |
| MAN           | Löwen Power                  | Sascha Lenz                                |
| MAN           | Reboconort Racing Truck Team | José Rodrigues                             |
| MAN           | Reboconort Racing Truck Team | Eduardo Rodrigues / José Eduardo Rodrigues |
| Mercedes-Benz | Tankpool24 Racing            | Norbert Kiss                               |
| Mercedes-Benz | Tankpool24 Racing            | Fabio Citignola                            |

NOTAS
Los pilotos que no participan en los primeros cinco grandes premios no pueden puntuar en la clasificación general. Este es el caso del piloto David Jenkins, que participó por primera vez (y única) en la sexta ronda.
En el campeonato de equipos pueden participar equipos de dos pilotos (como el Tankpool24 Racing o Buggyra) o asosicaciones entre dos equipos de un piloto cada uno (como Die Bullen von Iveco Magirus, asociación del Team Hahn Racing y del Team Schwabentruck)
Antonio Albacete, pese a tener un compañero de estructura en el Truck Sport Lutz Bernau, compitió junto a Sascha Lenz, único piloto del SL Trucksport.
El equipo Reboconorte Racing Truck Team tiene dos camiones corriendo, el número 14 pilotado por José Rodrigues, y el número 38, pilotado entre José Eduardo Rodrigues y Eduardo Rodrigues.
El equipo MB Motorsport corre con el nombre de Tankpool24 Racing, ya que Tankpool24 es su patrocinador principal. También utiliza ese nombre en el campeonato por equipos.

## Calendario

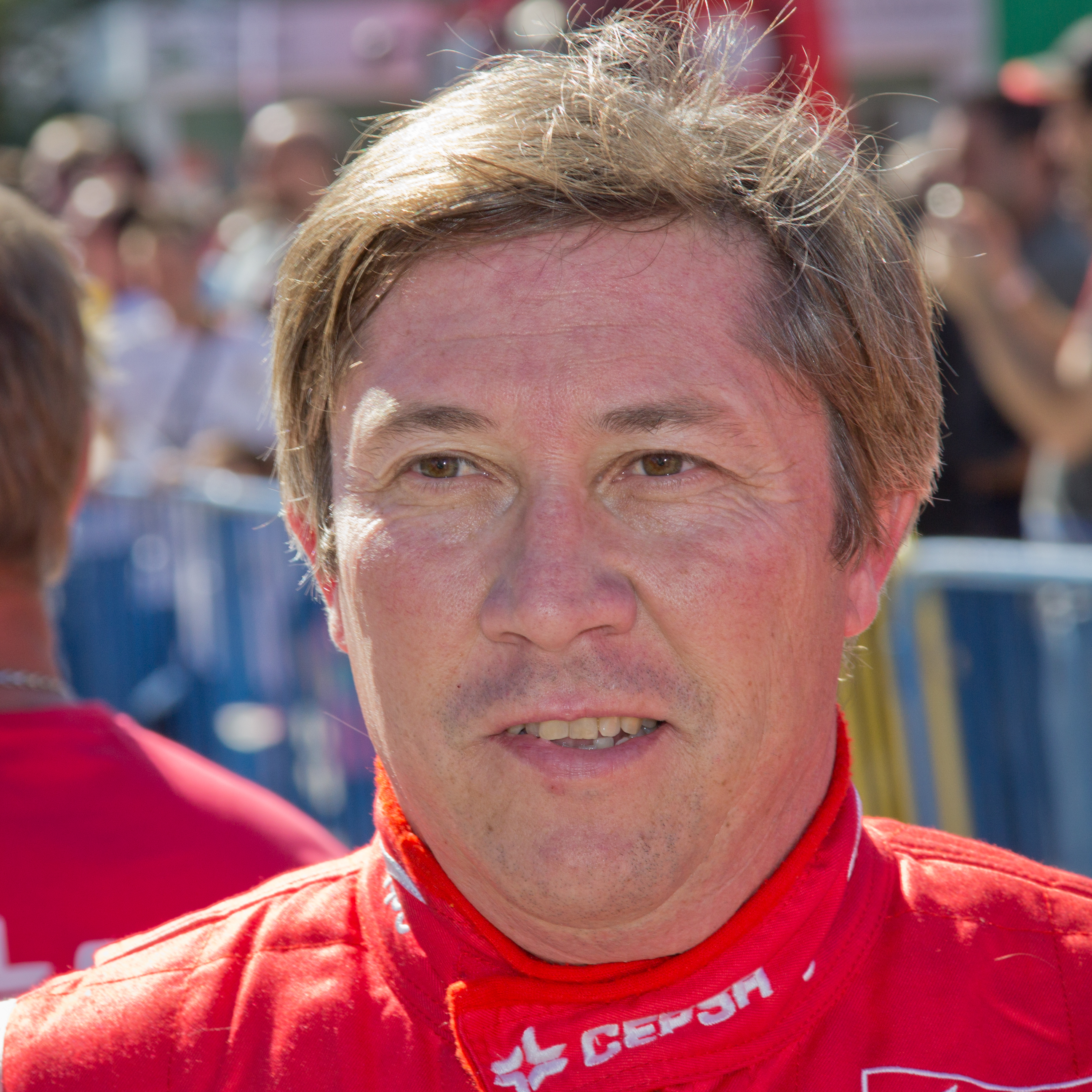
Antonio Albacete acabó subcampeón por sexta vez en su carrera

| Ronda | Circuito                | Fecha                        |
| ----- | ----------------------- | ---------------------------- |
| 1     | Circuito de Misano      | 25-26 de mayo                |
| 2     | Circuito de Hungaroring | 22-23 de junio               |
| 3     | Autódromo Slovakia Ring | 6-7 de julio                 |
| 4     | Nürburgring             | 20-21 de julio               |
| 5     | Autódromo de Most       | 31 de agosto-1 de septiembre |
| 6     | Circuito de Zolder      | 14-15 de septiembre          |
| 7     | Circuito de Bugatti     | 27-29 de septiembre          |
| 8     | Circuito del Jarama     | 5-6 de octubre               |

## Clasificaciones
Sistema de puntuación 
Todas las carreras del campeonato siguen este sistema de puntuación:
Carreras 1 y 3
| Posición | 1.º | 2.º | 3.º | 4.º | 5.º | 6.º | 7.º | 8.º | 9.º | 10.º |
| Puntos   | 20  | 15  | 12  | 10  | 8   | 6   | 4   | 3   | 2   | 1    |

Carreras 2 y 4
| Posición | 1.º | 2.º | 3.º | 4.º | 5.º | 6.º | 7.º | 8.º | 9.º | 10.º |
| Puntos   | 10  | 9   | 8   | 7   | 6   | 5   | 4   | 3   | 2   | 1    |

Leyenda
DNS: siglas en inlés de Did Not Started, es decir, que no comenzó la carrera.
DSQ: siglas en inglés de Disqualified, es decir, que el piloto fue descalificado por infringir el reglamento.
WD: abreviatura de la palabra inglesa withdrew, que significa que el piloto decidió abandonar el Gran Premio.
Ret: abreviatura de Retirado (o retired en inglés), que significa que el piloto abandonó la  carrera.
C: carrera cancelada. Las carreras del domingo en Most (carreras 3 y 4) fueron canceladas debido a lluvia torrencial.

### Clasificación general del ETRC 2019
| Pos                                | Piloto                  | MIS | MIS | MIS | MIS | HUN | HUN | HUN | HUN | SVK | SVK | SVK | SVK | NUR | NUR | NUR | NUR | MOS | MOS | MOS | MOS | ZOL | ZOL | ZOL | ZOL | LMS | LMS | LMS | LMS | JAR | JAR | JAR | JAR | Pts |
| ---------------------------------- | ----------------------- | --- | --- | --- | --- | --- | --- | --- | --- | --- | --- | --- | --- | --- | --- | --- | --- | --- | --- | --- | --- | --- | --- | --- | --- | --- | --- | --- | --- | --- | --- | --- | --- | --- |
| 1.º                                | Jochen Hahn             | 1   | 11  | 3   | 1   | 1   | 6   | 1   | 4   | 1   | 5   | 1   | 7   | 1   | 3   | 1   | 6   | 1   | 4   | C   | C   | 1   | 6   | 1   | 8   | 1   | 6   | 3   | 2   | 1   | 3   | 2   | 2   | 370 |
| 2.º                                | Antonio Albacete        | 3   | 2   | 5   | 6   | 2   | 7   | 4   | 3   | Ret | 8   | 7   | 1   | 2   | 7   | 2   | 3   | 4   | 2   | C   | C   | 2   | 4   | 6   | 1   | 3   | 5   | 2   | 6   | 2   | 2   | 3   | 4   | 268 |
| 3.º                                | Adam Lacko              | 2   | 4   | 2   | 4   | DSQ | 8   | 6   | Ret | 3   | 3   | 4   | 4   | 6   | 1   | 3   | 7   | 2   | 3   | C   | C   | 3   | 5   | 2   | Ret | 4   | 3   | 1   | 5   | 5   | 6   | 1   | 5   | 261 |
| 4.ª                                | Stephanie Halm          | 5   | 3   | 9   | 5   | 5   | 3   | 2   | 5   | 2   | 2   | 3   | 5   | Ret | 5   | 15  | Ret | 3   | 6   | C   | C   | 6   | 2   | 4   | 5   | 5   | 2   | 6   | 3   | 4   | 12  | 6   | 3   | 212 |
| 5.º                                | Sascha Lenz             | 6   | 8   | 6   | 2   | 7   | 1   | 16  | 7   | 4   | 1   | 8   | 3   | 4   | 2   | 4   | 8   | 18  | 5   | C   | C   | 17  | 8   | 16  | 6   | 2   | 7   | 4   | 1   | 3   | 4   | 4   | 6   | 192 |
| 6.º                                | Norbert Kiss            | 4   | 7   | 1   | Ret | 6   | 5   | 3   | 6   | 5   | 4   | 5   | 2   | 3   | Ret | 7   | 1   | 14  | 11  | C   | C   | 5   | 3   | 3   | 4   | DSQ | DNS | Ret | Ret | 6   | 1   | 5   | 1   | 190 |
| 7.º                                | René Reinert            | 7   | 1   | 4   | 7   | 8   | 2   | 5   | 2   | 8   | Ret | 2   | 6   | Ret | 8   | 6   | 5   | 6   | 1   | C   | C   | 7   | 1   | 7   | 3   | Ret | DNS | 10  | Ret | 8   | 9   | 8   | Ret | 146 |
| 8.º                                | André Kursim            | 11  | 6   | 11  | Ret | 4   | 7   | 4   | 1   | DNS | 7   | 6   | Ret | Ret | 9   | 8   | 2   | 7   | 8   | C   | C   | 4   | 7   | 5   | 2   | 6   | 1   | 5   | 4   | 11  | 8   | 9   | 7   | 138 |
| 9.º                                | José Rodrigues          | 15  | 13  | 8   | 8   | 3   | 14  | 9   | 9   |     |     |     |     | 7   | 4   | 9   | 9   | 5   | 7   | C   | C   | 12  | 9   | Ret | Ret | 7   | 9   | 15  | 11  | 7   | 5   | 14  | 8   | 70  |
| 10.º                               | Jamie Anderson          | 13  | Ret | 12  | 9   | Ret | 13  | 8   | 8   | Ret | 6   | 9   | 8   | 10  | 10  | Ret | 12  | 9   | Ret | C   | C   | 11  | 12  | 8   | 7   | 13  | 8   | 8   | 7   | 9   | DNS | 11  | 14  | 42  |
| 11.º                               | Oliver Janes            | 9   | 9   | 10  | 10  | 9   | 11  | 12  | 10  | 7   | 12  | 10  | 10  | 15  | 16  | 11  | Ret | 13  | 12  | C   | C   | 10  | 10  | 9   | 11  | 11  | 10  | 7   | 8   | 12  | 10  | Ret | 11  | 30  |
| 12.º                               | Gerd Körber             |     |     |     |     |     |     |     |     |     |     |     |     | 5   | 6   | 5   | 4   |     |     |     |     |     |     |     |     |     |     |     |     |     |     |     |     | 28  |
| 13.º                               | Anthony Janiec          | Ret | 10  | 7   | 3   |     |     |     |     |     |     |     |     | 8   | Ret | 12  | 10  | 12  | 9   | C   | C   |     |     |     |     |     |     |     |     | 10  | 7   | Ret | 9   | 26  |
| 14.º                               | Luis Recuenco           | 8   | 5   | 16  | 14  | 10  | 10  | 13  | 11  | 6   | 10  | 11  | 9   | 13  | 11  | 13  | 16  | 10  | 17  | C   | C   | 13  | 14  | 12  | Ret | 9   | Ret | 12  | 9   | 14  | Ret | 12  | 15  | 25  |
| 15.º                               | Terry Gibbon            |     |     |     |     | 11  | 9   | 10  | Ret |     |     |     |     | 11  | 13  | Ret | 14  | 8   | 10  | C   | C   | 8   | 13  | 10  | 10  | 14  | 11  | 16  | 12  | 13  | Ret | 10  | Ret | 14  |
| 16.º                               | Shane Brereton          |     |     |     |     |     |     |     |     |     |     |     |     | 12  | Ret | WD  | WD  |     |     |     |     |     |     |     |     | 8   | 4   | 11  | 14  |     |     |     |     | 10  |
| 17.º                               | Fabio Citignola         | 16  | 14  | 14  | 11  | 12  | 12  | 11  | 13  | 9   | 9   | 12  | DNS | Ret | Ret | 16  | 11  | 16  | 14  | C   | C   | 16  | DNS | 13  | DNS | 15  | 13  | 9   | 13  | DNS | Ret | 7   | 13  | 10  |
| 18.º                               | Thomas Robinau          | 10  | Ret | 13  | 13  |     |     |     |     |     |     |     |     | 9   | 14  | 10  | 15  |     |     |     |     |     |     |     |     |     |     |     |     |     |     |     |     | 4   |
| 19.º                               | Erwin Kleinnagelvoort   |     |     |     |     |     |     |     |     |     |     |     |     | 18  | 15  | 18  | 19  | 17  | 16  | C   | C   | 14  | Ret | 11  | 12  | 10  | 12  | 13  | Ret | 15  | 13  | 15  | 10  | 2   |
| 20.º                               | José Eduardo Rodrigues  | 12  | 12  | 15  | 12  |     |     |     |     |     |     |     |     | 16  | 17  | 17  | 17  |     |     |     |     | 15  | 11  | 14  | 13  | 12  | 14  | 14  | 10  | 16  | 11  | 13  | 12  | 1   |
| 20.º                               | Eduardo Rodrigues       |     |     |     |     | 13  | 15  | 14  | 12  | 10  | 11  | 13  | 11  |     |     |     |     | 15  | 15  | C   | C   |     |     |     |     |     |     |     |     |     |     |     |     | 1   |
| 21.º                               | Dominique Orsini        | 14  | 15  | 17  | DNS | 14  | 16  | 15  | 14  | 11  | 13  | WD  | WD  |     |     |     |     | Ret | Ret | C   | C   | DSQ | Ret | 15  | Ret | Ret | DNS | 17  | DNS | 17  | 14  | 16  | DNS | 0   |
| 22.º                               | Mika Mäkinen            |     |     |     |     |     |     |     |     |     |     |     |     |     |     |     |     | 11  | 13  | C   | C   |     |     |     |     |     |     |     |     |     |     |     |     | 0   |
| 24.º                               | Téo Calvet              |     |     |     |     |     |     |     |     |     |     |     |     | 14  | 12  | 14  | 13  |     |     |     |     |     |     |     |     |     |     |     |     |     |     |     |     | 0   |
| 25.º                               | Frankie Vojtíšek        |     |     |     |     |     |     |     |     |     |     |     |     | 17  | 21  | DNS | 18  |     |     |     |     |     |     |     |     |     |     |     |     |     |     |     |     | 0   |
| 26.º                               | Heinrich-Clemens Hecker |     |     |     |     |     |     |     |     |     |     |     |     | 19  | 18  | 19  | 21  |     |     |     |     |     |     |     |     |     |     |     |     |     |     |     |     | 0   |
| 27.º                               | Franck Conti            |     |     |     |     |     |     |     |     |     |     |     |     | 20  | 19  | 20  | Ret |     |     |     |     |     |     |     |     |     |     |     |     |     |     |     |     | 0   |
| 28.º                               | Jennifer Janiec         |     |     |     |     |     |     |     |     |     |     |     |     | 21  | 20  | 21  | 20  |     |     |     |     |     |     |     |     |     |     |     |     |     |     |     |     | 0   |
| Pilotos que no pueden sumar puntos |                         |     |     |     |     |     |     |     |     |     |     |     |     |     |     |     |     |     |     |     |     |     |     |     |     |     |     |     |     |     |     |     |     |     |
| -                                  | David Jenkins           |     |     |     |     |     |     |     |     |     |     |     |     |     |     |     |     |     |     |     |     | 9   | 15  | Ret | 9   |     |     |     |     |     |     |     |     | -   |
| Pos                                | Piloto                  | MIS | MIS | MIS | MIS | HUN | HUN | HUN | HUN | SVK | SVK | SVK | SVK | NUR | NUR | NUR | NUR | MOS | MOS | MOS | MOS | ZOL | ZOL | ZOL | ZOL | LMS | LMS | LMS | LMS | JAR | JAR | JAR | JAR | Pts |

### Clasificación general de la Grammer Truck Cup 2019
| Pos                                | Piloto                  | MIS | MIS | MIS | MIS | HUN | HUN | HUN | HUN | SVK | SVK | SVK | SVK | NUR | NUR | NUR | NUR | MOS | MOS | MOS | MOS | ZOL | ZOL | ZOL | ZOL | LMS | LMS | LMS | LMS | JAR | JAR | JAR | JAR | Pts |
| ---------------------------------- | ----------------------- | --- | --- | --- | --- | --- | --- | --- | --- | --- | --- | --- | --- | --- | --- | --- | --- | --- | --- | --- | --- | --- | --- | --- | --- | --- | --- | --- | --- | --- | --- | --- | --- | --- |
| 1.º                                | Oliver Janes            | 2   | 2   | 1   | 2   | 1   | 3   | 4   | 2   | 2   | 5   | 2   | 3   | 6   | 7   | 2   | Ret | 4   | 2   | C   | C   | 3   | 1   | 2   | 4   | 3   | 2   | 1   | 2   | 2   | 1   | Ret | 2   | 320 |
| 2.º                                | Jamie Anderson          | 5   | Ret | 2   | 1   | Ret | 5   | 1   | 1   | Ret | 1   | 1   | 1   | 2   | 1   | Ret | 2   | 2   | Ret | C   | C   | 4   | 3   | 1   | 1   | 5   | 1   | 2   | 1   | 1   | DNS | 3   | 5   | 289 |
| 3.º                                | Luis Recuenco           | 1   | 1   | 6   | 6   | 2   | 2   | 5   | 3   | 1   | 3   | 3   | 2   | 4   | 2   | 3   | 6   | 3   | 6   | C   | C   | 5   | 5   | 5   | Ret | 1   | Ret | 4   | 3   | 4   | Ret | 4   | 6   | 270 |
| 4.º                                | Terry Gibbon            |     |     |     |     | 3   | 1   | 2   | Ret |     |     |     |     | 3   | 4   | Ret | 4   | 1   | 1   | C   | C   | 1   | 4   | 3   | 3   | 6   | 3   | 7   | 5   | 3   | Ret | 2   | Ret | 192 |
| 5.º                                | Fabio Citignola         | 7   | 4   | 4   | 3   | 4   | 4   | 3   | 5   | 3   | 2   | 4   | DNS | Ret | Ret | 5   | 1   | 6   | 3   | C   | C   | 8   | DNS | 6   | DNS | 7   | 5   | 3   | 6   | DNS | Ret | 1   | 4   | 191 |
| 6.º                                | Jose Eduardo Rodrigues  | 4   | 3   | 5   | 4   |     |     |     |     |     |     |     |     | 7   | 8   | 6   | 7   |     |     |     |     | 7   | 2   | 7   | 6   | 4   | 6   | 6   | 4   | 6   | 2   | 5   | 3   | 134 |
| 7.º                                | Erwin Kleinnagelvoort   |     |     |     |     |     |     |     |     |     |     |     |     | 9   | 6   | 7   | 9   | 7   | 5   | C   | C   | 6   | Ret | 4   | 5   | 2   | 4   | 5   | Ret | 5   | 3   | 6   | 1   | 110 |
| 8.º                                | Thomas Robinau          | 3   | Ret | 3   | 5   |     |     |     |     |     |     |     |     | 1   | 5   | 1   | 5   |     |     |     |     |     |     |     |     |     |     |     |     |     |     |     |     | 83  |
| 9.º                                | Eduardo Rodrigues       |     |     |     |     | 5   | 6   | 6   | 4   | 4   | 4   | 5   | 4   |     |     |     |     | 5   | 4   | C   | C   |     |     |     |     |     |     |     |     |     |     |     |     | 73  |
| 10.º                               | Dominique Orsini        | 6   | 5   | 7   | DNS | 5   | 7   | 7   | 6   | 5   | 6   | WD  | WD  |     |     |     |     | Ret | Ret | C   | C   | DSQ | Ret | 8   | Ret | Ret | DNS | 8   | DNS | 7   | 4   | 7   | DNS | 69  |
| 11.º                               | Téo Calvet              |     |     |     |     |     |     |     |     |     |     |     |     | 5   | 3   | 4   | 3   |     |     |     |     |     |     |     |     |     |     |     |     |     |     |     |     | 34  |
| 12.º                               | Frankie Vojtíšek        |     |     |     |     |     |     |     |     |     |     |     |     | 8   | 12  | DNS | 8   |     |     |     |     |     |     |     |     |     |     |     |     |     |     |     |     | 6   |
| 13.º                               | Heinrich-Clemens Hecker |     |     |     |     |     |     |     |     |     |     |     |     | 10  | 9   | 8   | 11  |     |     |     |     |     |     |     |     |     |     |     |     |     |     |     |     | 6   |
| 14.º                               | Frank Conti             |     |     |     |     |     |     |     |     |     |     |     |     | 11  | 10  | 9   | Ret |     |     |     |     |     |     |     |     |     |     |     |     |     |     |     |     | 3   |
| 15.ª                               | Jennifer Janiec         |     |     |     |     |     |     |     |     |     |     |     |     | 12  | 11  | 10  | 10  |     |     |     |     |     |     |     |     |     |     |     |     |     |     |     |     | 2   |
| Pilotos que no pueden sumar puntos |                         |     |     |     |     |     |     |     |     |     |     |     |     |     |     |     |     |     |     |     |     |     |     |     |     |     |     |     |     |     |     |     |     |     |
| -                                  | David Jenkins           |     |     |     |     |     |     |     |     |     |     |     |     |     |     |     |     |     |     |     |     | 2   | 6   | Ret | 2   |     |     |     |     |     |     |     |     | –   |
| Pos                                | Piloto                  | MIS | MIS | MIS | MIS | HUN | HUN | HUN | HUN | SVK | SVK | SVK | SVK | NUR | NUR | NUR | NUR | MOS | MOS | MOS | MOS | ZOL | ZOL | ZOL | ZOL | LMS | LMS | LMS | LMS | JAR | JAR | JAR | JAR | Pts |

### Clasificación general del Campeonato de equipos 2019
| Pos | Equipo                        | Pts |
| --- | ----------------------------- | --- |
| 1.º | Die Bulllen von Iveco Magirus | 627 |
| 2.º | Löwen Power                   | 510 |
| 3.º | Buggyra Racing 1969           | 395 |
| 4.º | Tankpool24 Racing             | 280 |
| 5.º | Reboconort Racing Truck Team  | 193 |

 Notas
En las carreras en las que David Jenkins no era apto para puntuar y acabó en zona de puntos puntuaron también diez pilotos. De esta manera, por ejemplo, en la carrera 1 de Zolder, en la que acabó noveno, el piloto que finalizó décimo la carrera puntuó como si fuese noveno, y el que acabó undécimo puntuó como si hubiese acabado décimo. Este sistema también se aplica en los puntos de la Grammer Truck Cup.
Las posiciones en la general entre pilotos que no tienen puntos se establecen mediante la mejor posición en una carrera. En caso de empate en la mejor posición, se clasifica en mejor posición el que la tiene más veces. Si persiste el empate, se desempata con la segunda mejor posición, y así sucesivamente.